# Львовский национальный университет ветеринарной медицины и биотехнологий имени С. З. Гжицкого
Львовский национальный университет ветеринарной медицины и биотехнологий имени С. З. Гжицкого (укр. Львівський національний університет ветеринарної медицини та біотехнологій імені С. З. Ґжицького) — украинское высшее учебное заведение четвертого уровня аккредитации, расположенное в городе Львов.

## Краткая информация
Львовский национальный университет ветеринарной медицины и биотехнологий имени С. З. Гжицкого — мощный комплекс образования, науки, тесного сотрудничества с производством, воспитания будущих специалистов в духе патриотизма и духовности. В университете обучается более четырёх тысяч студентов дневной и заочной форм обучения, ведется подготовка магистров по пяти специальностям, работает четыре факультета стационарной формы обучения, факультет заочного образования и институт последипломного образования и переподготовки кадров АПК.
Согласно Национальной программе развития сельскохозяйственного производства Украины, университет продолжает работу по официальному признанию дипломов аграрных ВУЗов Украины университетами развитых стран.
Подготовка специалистов в университете ведется по 13 специальностям и 15 специализациям. Университет предоставляет образовательные услуги по следующим направлениям: ветеринария, пищевые технологии и инженерия, технология производства и переработки продукции животноводства, рыбное хозяйство и аквакультура, специфические категории (качество, стандартизация и сертификация), экономика и предпринимательство, менеджмент и администрирование, экология, охрана окружающей среды и сбалансированное природопользование, право. Главной структурной единицей в системе предоставления профессиональных образовательных услуг является кафедра. В университете функционирует 31 кафедра. Кроме того, образовательные услуги, включая второе высшее образование, повышение квалификации и переподготовку кадров, предоставляет Институт последипломного образования и переподготовки кадров АПК. К другим главным структурным подразделениям, способствующим учебному процессу, относятся библиотека, учебно-научно-производственные центры «Давыдовский» и «Kомарновский», отдел практики, информационно–вычислительный центр с техническим и учебным обслуживанием и т. д.
Отдельным подразделением университета является Рожищенский зооветеринарный техникум, с декабря 2007 года — колледж университета.
В университете реализуется программа интеграции науки и учебного процесса. На базе лучших научных учреждений и производственных подразделений (фирм, предприятий, объединений) создано 59 филиалов кафедр. Университет осуществляет подготовку специалистов за средства государственного бюджета, по льготным государственным кредитам и за средства физических и юридических лиц. Доля госзаказов составляет 65 % на дневной и 35 % — на заочной формах обучения.
В центре нашего неослабевающего внимания — вопросы утверждения культа знаний. Доброй традицией последних лет стало направление лучших студентов университета на производственную практику в Великобританию, Германию, Нидерланды, Ирландию.

## История
Львовский национальный университет ветеринарной медицины и биотехнологий имени С. З. Гжицкого является старейшим высшим учебным заведением данного профиля на Украине.
Корни национального университета достигают 1784 года, когда во Львовском университете была создана кафедра ветеринарии. Сначала во Львове планировалось открыть самостоятельную ветеринарной школу вроде школы в Вене, но ограничились открытием пять кафедр, среди них — кафедры ветеринарии на медицинском факультете университета. Первым профессором и руководителем кафедры ветеринарии был Юрий Хмель (1747—1805), воспитанник Венской ветеринарной школы. Он является также автором первых трудов по ветеринарии во Львове. В начале 1881/1882 учебного года во Львове была открыта Ветеринарная школа. Её полное название звучало так: Цесарско-королевская Ветеринарная школа со школой ковки лошадей с клиникой-стационаром для животных во Львове. Директором школы от 1 октября 1881 был назначен профессор Петр Зайфман (1823—1903), бывший директор Варшавской ветеринарной школы и основатель и директор Казанского ветеринарного института. Одновременно были приняты на должности профессоров Генрих Кадый и Антон Баранский. 19 февраля 1885 школа выдала свои первые пять дипломов ветеринарного врача.
Согласно постановлению от декабря 1896 Львовской ветеринарной школе предоставлялся с 1 октября 1897 статус высшей школы (академии). В сентябре 1908 года академия получила право предоставлять научные степени — доктора ветеринарной медицины, а за особые заслуги — звание почетного доктора. От 1909 ректора выбирали из своих профессоров сроком на два года. Первым избранным ректором Львовской ветеринарной академии стал профессор Иосиф Шпильман (1855—1920).
До Первой мировой войны в академии работали, кроме первых трех её основателей, такие известные профессора: Станислав Круликовский, Владимир Кульчицкий, Зигмунт Марковский, Павел Кретович, Теофил Голобут. В 1917 году ректором академии был избран проф. Владимир Кульчицкий (1862—1936), первый украинец на должности ректора, человек энциклопедических знаний, всемирно известный анатом и ориенталист.
12 декабря 1922 академия получила новое название — Львовская академия ветеринарной медицины, просуществовавшая до осени 1939 года. Особое место в истории академии польских времен занимает проф. Вацлав Морачевский (1867—1950), известный биохимик, талантливый педагог, общественный деятель, литературный критик, знаток искусства и музыки и спортсмен. Он имел значительное влияние на формирование украинского писателя Василия Стефаника и на научный рост украинского ученого Степана Гжицкого (1900—1976), чье имя сегодня носит национальный университет ветеринарной медицины и биотехнологий.
Осенью 1939 года Львовская академия ветеринарной медицины стала Львовским ветеринарным институтом. Директором института был назначен профессор Иван Чинченко (1905—1993), известный ученый и общественный деятель.
Тяжелыми и трагическими для академии были военные и послевоенные годы. Чтобы снизить качество специалистов-славян немецкая администрация свела статус высших школ Львова до профессиональных курсов, по окончании которых выдавались не дипломы, а удостоверение. Директорами курсов были немецкие ученые: сперва доцент Отто Габерзанг, а затем проф. Юрген Витте.
В 1944 году после освобождения Львова это учебное заведение возобновил свою деятельность в статусе института и уже в 1949 году был открыт второй факультет — зоотехнический (от 1956 года — зооинженерный, с 2003 года биолого-технологический). В условиях самостоятельной Украины был открыт третий факультет — санитарно-технологический (1991), с 2004 года — факультет пищевых технологий, в 2002 году четвёртый факультет — экономики и менеджмента. Кроме того, в университете плодотворно работают факультеты заочного образования, институт последипломного образования.
В 1992 году учебному заведению возвращено предыдущее название — Львовская академия ветеринарной медицины. В 2003 году академии получила статус национальной и присвоено имя её подопечного и долголетнего работника, заведующего кафедрой биохимии, выдающегося ученого, члена-корреспондента НАН и академика Украинской сельскохозяйственной академии, профессора Степана Гжицкого (1994), восстановлено право предоставления ученым советом академии звание почетного доктора (1998).

## Кампусы и корпуса

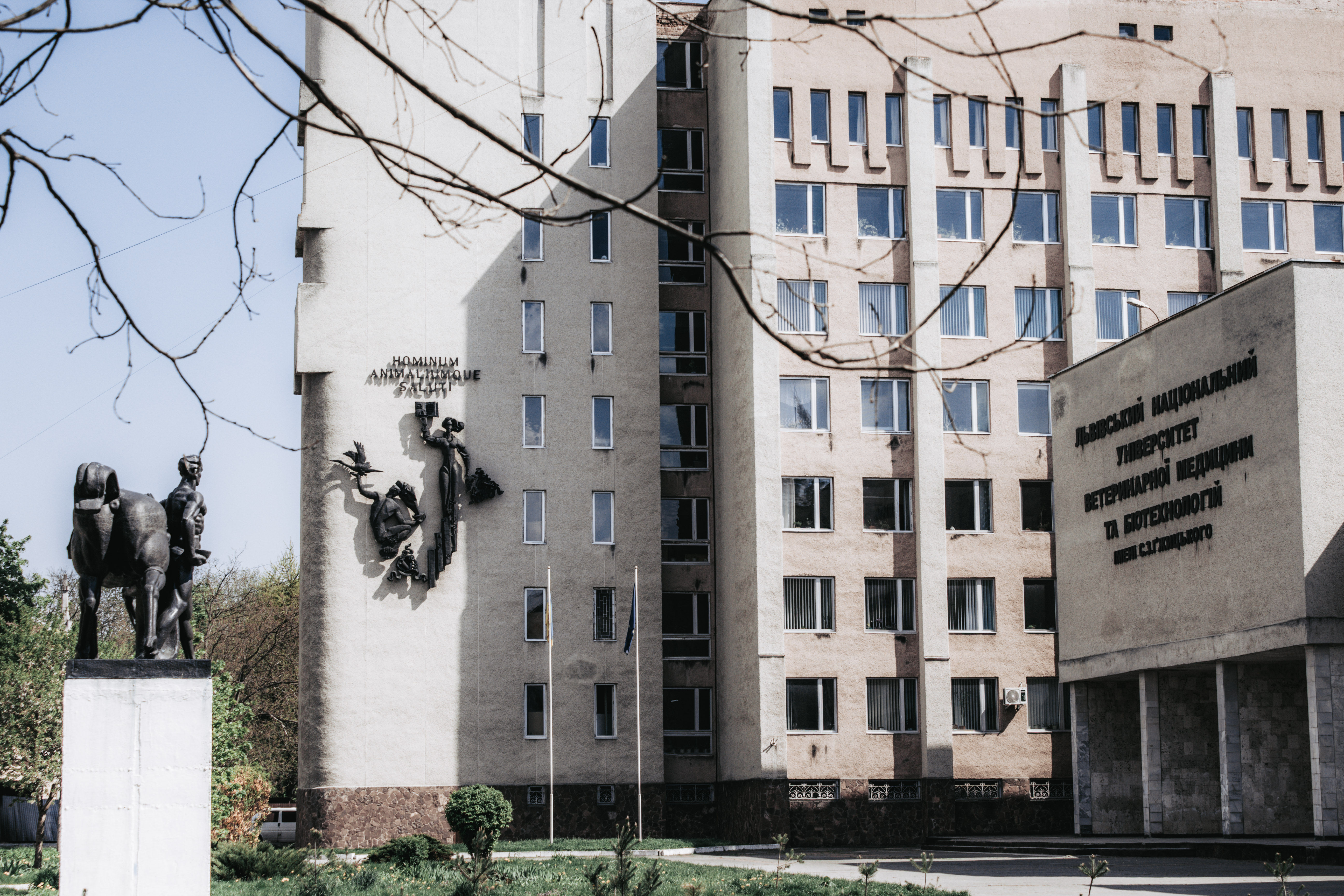
Новый корпус университета

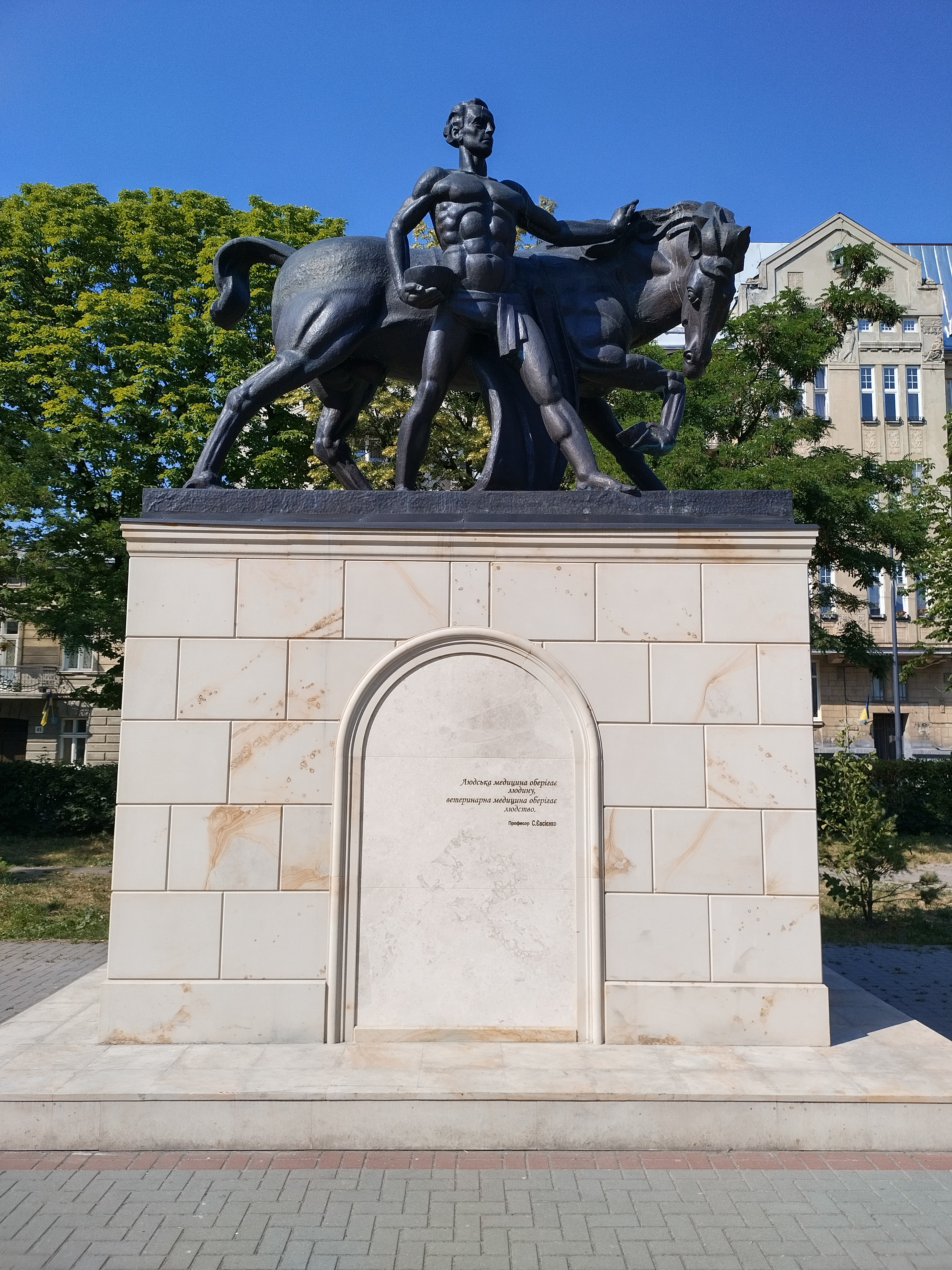
Памятник ветеринарному врачу возле нового учебного корпуса

Все корпуса университета (главный корпус, корпуса факультетов, научная библиотека, спортивный комплекс и студенческий городок из 4 общежитий со столовой) компактно размещены в центральной части города. Учебные научно-производственные центры университета расположены в населенных пунктах Львовской области: УНПЦ «Комарновский» — в Городокском районе на расстоянии 50 км от Львова, УНПЦ «Давыдовский» — в Пустомытовском районе в 10 км от Львова.

## Институты и факультеты
Сегодня в национальном университете функционируют пять факультетов:
- ветеринарной медицины, со специальностями: ветеринарная фармация, качество, стандартизация и сертификация продукции АПК; ихтиопатология; болезни мелких животных; лабораторное дело; ветеринарная экология.
- биолого-технологический факультет — специальность технология производства и переработки продукции животноводства из специальностями: пчеловодство; звероводство; птицеводство; рыбоводство; менеджмент и специальность водные биоресурсы.
- факультет пищевых технологий и экологии из специальностями — технология сохранения, консервирования и переработки мяса; технология сохранения, консервирования и переработки молока; технология жиров жирозаменителей; экология и охрана внешней среды, экономика окружающей среды, качество, стандартизация и сертификация по специальностям: ветеринарная санитария и ветеринарно-санитарная экспертиза; технология кожи и меха; экобезопасность пищевых продуктов.
- факультет экономики и менеджмента из специальностями — маркетинг; менеджмент внешнеэкономической деятельности; менеджмент организаций.
- факультет заочного образования, на котором ведется подготовка технологов производства и переработки продукции животноводства, специалистов по маркетингу, менеджменту организаций, менеджменту внешнеэкономической деятельности, пищевым технологиям, экологии и перечисленным выше специальностям.

Отдельным структурным подразделением является центр художественной самодеятельности, на котором ведется подготовка специалистов по организации и проведению культурно-просветительных, спортивных и воспитательных мероприятий. В Институте последипломного образования и переподготовки кадров АПК проводится переподготовка специалистов с выдачей диплома о втором образовании общегосударственного уровня.
В настоящее время в университете работают 6 научно-исследовательских институтов:
- Научно-исследовательский институт биоэкологического мониторинга.
- Научно-исследовательский институт биотехнологических основ повышения производительности животных.
- Научно-исследовательский институт скотоводства, коневодства и иммуногенитики.
- Научно-исследовательский институт физиологии и экоиммунологии животных.
- Институт менеджмента и информационных технологий.
- Научно-исследовательский институт ихтиопатологии, интродукции и интенсивных технологий в рыбоводстве.

В университете работают 3 специализированные советы по 10 специальностям: физиология человека и животных, ветеринарное акушерство и биотехнология воспроизводства, ветеринарная санитария и гигиена, ветеринарно-санитарная экспертиза, ветеринарная фармакология и токсикология, кормление животных и технология кормов, разведение и селекция животных, экология. В аспирантуре обучаются аспиранты по 25 специальностям.
В 2001 году открыто докторантуру по 9 специальностям.

## Директора, ректоры
- Стояновский Степан Васильевич
- Кравцев Роман Иосифович
- Гунчак Василий Михайлович
- Гладий Михаил Васильевич
- Стибель Владимир Владимирович

## Почетные доктора
В 1908 году тогдашняя Львовская ветеринарная академия получила от Министерства вероисповеданий и образования Австро-Венгрии право присваивать звание почетного доктора (doctor honoris causa). С 1909 по 1939 год 11 человек стали почетными докторами академии:
- 1909 год — Генрик Кадый и Юзеф Шпильман (Львов, профессора академии).
- 1910 год — Густав Мархед, Людвик Цвиклинский, Вацлав Залесский, Карл Келле (Вена, работники министерств Австро-Венгрии) и профессор Юзеф Байер (Вена, Австрия).
- 1919 год — Петр Бочковский (Варшава, Польша).
- 1930 год — Зигмунт Марковский (Львов, ректор академии).
- 1934 год — Владимир Кульчицкий и Вацлав Морачевский (Львов, профессора академии).
- 1998 год — Даниил Василенко (Киев, бывший ректор института), Богдан Ткачук (США, выпускник академии), Елигиуш Рокицкий (Польша, профессор), Оскар Шаллер (Вена, ректор университета).
- 1999 год — Юзеф Ляйбетзедер (Вена, ректор университета).
- 2001 год — Петр Вербицкий, Михаил Гладий, Ярослав Гадзало, Михаил Зубец, Сергей Мельник, Дмитрий Мельничук, Роман Шмидт (Киев, государственные деятели).
- 2005 год — Роман Барановский (США, общественный деятель, выпускник академии).
- 2008 год — Виктор Ющенко, Виктор Балога, Юрий Мельник, Ярослав Кендзер, Степан Давымука, Владимир Яворивский (Киев, политические деятели); Павел Сиса, Казимеж Косиняк-Камыш, Юзеф Ницпонь (Польша, профессора) и Роман Пулка (Польша, общественный деятель).
- 2009 год — профессор Станислав Рудык и Лариса Усаченко (Киев).
- 2012 год — Михал Мазуркевич (Вроцлав, ректор университета).

## Известные выпускники
- Степан Зенонович Гжицкий (1900—1976) — выпускник 1929 г., основоположник ветеринарной биохимии; предложил инсулин как лечебное средство в ветеринарии.
- Макар, Иван Арсентьевич (1931—2011) — учёный-зоотехник, биохимик. Доктор биологических наук, профессор, член-корреспондент Национальной академии аграрных наук Украины. Заслуженный деятель науки и техники Украины.

## Награды и репутация
Президиумом Верховного Совета СССР награжден Грамотой и орденом Трудового красного знамени (3 ноября 1981 года).

Львовский национальный университет ветеринарной медицины и биотехнологий имени С. С. Гжицкого с 2001 года входит во Всемирный Консорциум высших учебных аграрных заведений, а с мая 2000 года насчитывала 42 университета. В 2011 году университет был принят в Европейскую ассоциацию ветеринарных врачей.